# 高美が丘
高美が丘（たかみがおか）は広島県東広島市に所在する団地で正式な名称は「東広島ニュータウン」。

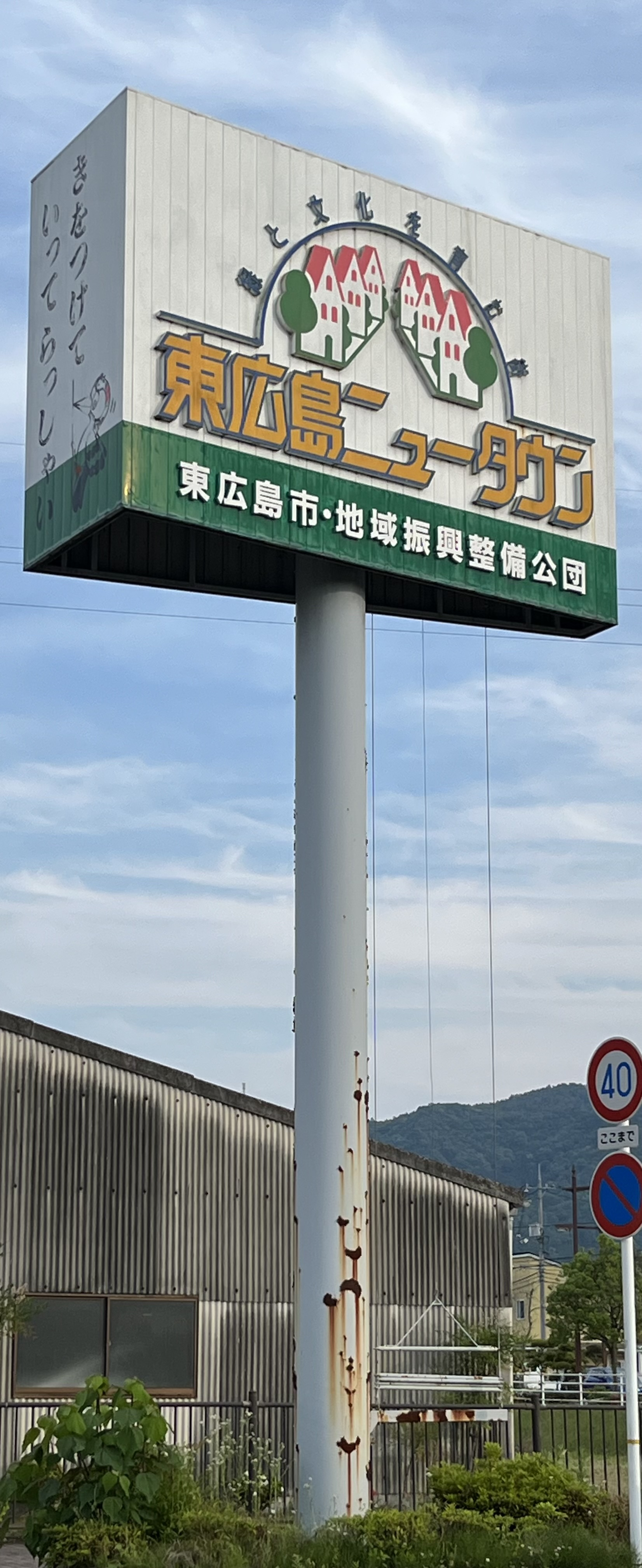
東広島ニュータウンの入り口に掲げられた看板。（2023年6月）

人口は7,000人を超える。イオン高屋ショッピングセンターなどの商業施設があるほか、教育施設としてフレーベル幼稚園、高美が丘小学校、高美が丘中学校があり、近隣に広島県立広島中学校・高等学校、近畿大学附属広島高等学校・中学校東広島校、近畿大学広島キャンパス（工学部）が点在する、いわば学園都市である。

## 名称の由来
広島県内から寄せられた多くの公募作の中から選ばれた。東広島の（高）台に位置する（美）しい（丘）陵地帯というこの街の地理的環境と、これからも（高）い希望に満ちた、人と人との心のふれあいが生える場所（丘）であってほしいという願いから「高美が丘」と呼ばれるようになった。

## 出来事、歴史
- 1989年 （昭和64年/平成元年）- 分譲開始、芸陽バス高美が丘線開通
- 1991年（平成3年）- 高美が丘中学校開校、近畿大学工学部開校
- 1992年（平成4年）- 高美が丘小学校開校､フレーベル幼稚園開園
- 1993年 （平成5年）- ショッピングセンターフジがオープン（その後フジ系列のヴェスタに変更）、それぞれの公園の名前決定
- 1997年（平成9年） - 高美が丘公民館開館式
- 2007年（平成19年）- ヴェスタ閉店、高美が丘入り口にイオン高屋ショッピングセンター（マックスバリュ、しまむら、ジュンテンドー、ダイソーなど）開店
- 2019年 （平成31年/令和元年）- 団地内の塾である栄光進学ゼミが閉校

## 公園
1丁目から9丁目にはそれぞれ公園があり、特別に高美が丘公園（胡麻近隣公園）がある。
それぞれの公園の名前について、
- 1丁目公園・・・さそり公園
- 2丁目公園・・・とんがり公園
- 3丁目公園・・・かかし公園
- 4丁目公園・・・どんぐり公園
- 5丁目公園・・・特になし(近くにあるオブジェが「公園」と呼ばれたりもする)
- 6丁目公園・・・特になし(調整池あり)
- 7丁目公園・・・せせらぎ公園
- 8丁目公園・・・みはらし公園
- 9丁目公園・・・ゆうゆう公園
- 高美が丘公園・・・3丁目にあり住民からは「近隣公園」という名で親しまれている。

年に一度の高美が丘夏祭りは高美が丘公園で開かれている。

## 高美が丘の学園
- 鯉城学園フレーベル幼稚園

1992年4月開園。開園当初は園舎の左側には何もなかったが、しばらくして増設された。
- 高美が丘小学校

1992年4月7日開校。生徒数は2000年時には1000人を超えるマンモス校だった。
- 高美が丘中学校

1991年4月1日開校。学習、部活動等、様々な分野において優秀な成績を残す学校である。

## 高美が丘夏祭り
毎年7月31日前後に開かれるこの夏祭りは1丁目から9丁目、高美が丘小学校、高美が丘中学校などからの店によって支えられている。
イベント
- 高美が丘音頭

毎年恒例で夜8時から始まり、老若男女関係なく誰でも自由に踊ることができる。
- お楽しみ抽選会

夏祭りの終わり頃に始まるイベントで、前日に配られたくじを箱の中に入れておくと抽選で1~3位、特等、などの商品が当たる。
- 花火

毎年夏祭りの最後に行っていたが、近所に灰などが落ちるため2004年に終了した。なお2004年は台風により初の夏祭り中止となった。
- 高美が丘の風

高美が丘小学校六年生による、合唱披露。「過去」「現在」「未来」とわかれる。太鼓の演奏(「大地」といわれる)も見もの。

## 周辺
- 堀団地 - 高美が丘が出来る前からあり団地としては小さい方であるが公園などもある。
- 広島県道194号西高屋停車場線 - 県道。
- 広島県道351号造賀田万里線  - 同上。

## 最寄り駅
- JR山陽本線 西高屋駅より（入り口まで）徒歩約15分
  - JR山陽本線：糸崎・三原方面 - 白市 - 西高屋駅 - 西条 - 海田市・広島方面
- 芸陽バス[1]：高美が丘入口 - 高美が丘公園 - 高美が丘公園北 - 高美が丘四丁目南 - 高美が丘四丁目東 - 高美が丘小学校 - 高美が丘七丁目 - 高美が丘九丁目 バス停
  - 豊栄-高美が丘-西条線：豊栄・上戸野・造賀小学校前・近畿大学方面 - 高美が丘 - 西高屋駅・西条駅前方面
  - 高美が丘・近畿大学-西条駅前線：西高屋駅 - 高美が丘 - 近畿大学 - 西条駅前方面
  - 高美が丘循環線：西高屋駅 - 近畿大学 - 高美が丘 - 西高屋駅